# Esperanto-tijdschrift
Een Esperanto-tijdschrift is een tijdschrift in of over de internationale taal Esperanto.
Zoals er honderden verenigingen bestaan overal ter wereld, bestaan er ook heel veel tijdschriften in het Esperanto. Zowat elke club geeft wel een blad uit dat een periodiciteit heeft van wekelijks tot halfjaarlijks.
Er bestaan ook heel professionele uitgaven. Sommige tijdschriften worden al meer dan 50 jaar verdeeld, in soms meer dan 30 landen.

## Nationale tijdschriften
- Horizon-taal is een Vlaams tweemaandelijks tijdschrift. Het is gratis voor alle leden van de Vlaamse Esperantobond.
- Vertikale is een nieuwsbrief voor de leden van het bestuur en de actievelingen van de Vlaamse Esperantobond.
- Jongeren Esperanto Nieuws (JEN) is een gezamenlijke uitgave van de Nederlandse en Vlaamse Esperanto-Jongerenverenigingen (NEJ en FLEJA).

- Brita Esperantisto is het tijdschrift van de Britse Esperantobond.
- Brazila Esperantisto is een maandblad dan in 1907 is ontstaan als 'Brazila Revuo Esperantista'. Het is van hoge kwaliteit en een groot deel van de artikels zijn in het Esperanto. Daarom wordt dit maandblad ook in andere landen gelezen.

- Kataluna Esperantisto is het tijdschrift van de Catalaanse esperantisten
- Esperantolehti is het tijdschrift van de Finse Esperantobond
- Esperanto-Nytt is het tijdschrift van de Noorse Esperanto-Bond
- Litova Stelo is het tijdschrift van de Esperantobond van Litouwen
- Le Monde de l'Espéranto is een tweemaandelijks tweetalig tijdschrift, uitgegeven door de Franse Esperantobond

## Internationale tijdschriften
Onderstaande tijdschriften verschijnen origineel in het Esperanto. Het is slechts een heel beperkte keuze uit een brede waaier aan uitgaven.
- 'Esperanto' is het officiële maandblad van de Wereld Esperantobond.
- De Internationale Vereniging van Katholieke Esperantisten (eo:'Internacia Katolika Unuiĝo Esperantista') brengen het tijdschrift 'Espero Katolika' uit.
- ILEI, de Internationale Bond van Esperantoleraars, brengt 'Internacia Pedagogia Revuo' op de markt.
- Kontakto is een tweemaandelijks socio-cultureel tijdschrift van de Wereld-Esperanto-JongerenOrganisatie (TEJO). Het bestaat al 40 jaar en heeft lezers in 90 landen. Elk nummer gaat over een thema en er staan telkens een aantal teksten in voor beginnende Esperantisten. Moeilijke woorden staan bij zulke artikels in een aparte kader uitgelegd. Je krijgt Kontakto als je lid bent van TEJO.
- Monato is een internationaal onafhankelijk tijdschrift over politiek, economie en cultuur. Het verschijnt maandelijks en heeft abonnees in 65 landen.
- Juna Amiko verschijnt drie keer per jaar en richt zich tot jonge Esperantosprekers in een eenvoudige taal. Slechts de 1500 meest gebruikte woorden komen voor en er wordt gewerkt met koppeltekens (-) om de duidelijkheid te vergroten. Het magazine wordt gelezen in meer dan 80 landen en ook de redactie is internationaal.
- La Ondo de Esperanto is een sociaal-cultureel magazine in het Esperanto dat in Rusland wordt gemaakt. Het verschijnt maandelijks. Het heeft steeds twee bijlagen: een literair en een over Europa.
- La Gazeto is een tijdschrift dat bericht over nog bestaande en voorbije beschavingen en culturen, die op de een of andere wijze van waarde zijn voor de "Esperanto" wereldbeschouwing.
- 'Hades' is een tweetalig (Frans en Esperanto) tijdschrift over de internationale actualiteit.
- Internacia Fervojisto is het tijdschrift van de Internationale Federatie van Spoorwegpersoneel (eo: 'Internacia Fervojista Esperanto-Federacio'). Je kan er info in terugvinden over de activiteiten van de vereniging, maar ook artikels lezen over de wereldwijde spoorweg-actualiteit.
- Sennaciulo is het officiële maandblad van de Wereldwijde Vereniging zonder Naties (eo:'Sennaciula Asocio Tutmonda'), SAT, een organisatie die tot doel heeft het Esperanto te gebruiken voor de cultureel-politieke doeleinden van de arbeidersklasse.
- 'Avena' is het officiële tijdschrift van de Vereniging van Groenen die Esperanto spreken (eo:'Asocio de Verduloj Esperantistaj'). Het verschijnt één à twee keer per jaar in Duitsland.
- La Skolta Mondo is het tijdschrift van de Wereld Esperantobond van scouts en meisjesgidsen.
- Fonto is een literair tijdschrift
- 'Heroldo de Esperanto' is een tijdschrift over de Esperantobeweging.
- Komencanto is een tijdschrift voor beginners.
- 'La Kancerkliniko' is een satirisch magazine over politiek, cultuur, enz.
- 'Rok'Gazet' is een tijdschrift over muziek in het Esperanto (in de twee betekenissen van de zin)

## Tijdschriften in braille
- 'Esperanta Ligilo' is het officiële tijdschrift van de Internationale Bond van Blinde Esperantisten. Het verschijnt tien keer per jaar en is in 1904 gesticht door Theophil Cart. Sinds 1996 bestaat er ook een versie op cassette voor blinden die het brailleschrift niet (zo goed) beheersen.
- 'Auroro' verschijnt sinds 1920 drie keer per jaar als supplement bij de Tsjechische blindenkrant Zora. Ze wordt uitgegeven door de vereniging 'Unuiĝinta Organizaĵo de Nevidantoj kaj Malfortevidantoj'.
- 'Esperanta Fajrero', gesticht in 1985, wordt uitgegeven door de Bulgaarse vereniging 'Asocio de la Nevidantaj Esperantistoj en Bulgario'.
- 'Itala Ligilo' verschijnt al sinds 1946 als tijdschrift van de Italiaanse Vereniging van Blinden Esperantisten.
- 'La Blinda Esperantisto' verschijnt vier keer per jaar. Het is het officiële blad van de Duitse Esperantobond van blinde Esperantisten.
- 'La Fratoj' verschijnt tweemaandelijks sinds januari 1998. Het wordt uitgegeven door de Japanse Kataoka Yukiko.
- 'La Kontakto' wordt al sinds 1947 uitgegeven door de Nederlandse vereniging van blinde en slechtziende Esperantisten.
- 'La Viburno' verschijnt in Oekraïne. Vier keer per jaar geeft de Oekraïense vereniging van blinde Esperantisten dit tijdschrift uit.

## Historische tijdschriften
- 'La Esperantisto' was het eerste Esperanto-tijdschrift. Het eerste nummer kwam uit op 1 september 1889 in het Duitse Neurenberg en had als titel „La Esperantisto. Gazeto por la amikoj de la lingvo Esperanto. Sub la kunlaborado de Dr. Esperanto (Dro L. Zamenhof) eldonata de Chr. Schmidt, prezidanto de la klubo mondlingva en Nürnberg. Eliras unu fojon en la monato.“ Op het einde van 1889 had 'La Esperantisto' 113 abonnees, hoofdzakelijk van Russen.
- 'Koncize' was een tijdschrift dat gezamenlijk werd uitgegeven door de jongeren Esperantoverenigingen in Europa. Er stonden onder andere verslagen in van voorbije Esperantobijeenkomsten en inschrijvingsformulieren voor toekomstige. Door de opkomst van het internet is dit tijdschrift na 2000 niet meer verschenen.